# صدر وزرا
صدر وزرا (انگلیسی: First Secretary of State) یک عنوان افتخاری است که بعضی اوقات توسط دولت بریتانیا مورد استفاده قرار می‌گیرد. مقام ارشدی است که به نسبت سایر وزیران کابینه از نظر رتبه در کابینه اعطا می‌شود، اما دارای هیچ قدرت و اختیارات ویژه‌ای به نسبت سایر وزرای امور خارجه ندارد. هنگامی که معاون نخست‌وزیر در دسترس نباشد عملاً نفر دوم در دولت به‌شمار می‌رود؛ و اگر صدر وزرا در دسترس نباشد رئیس خزانه جایگزین نفر دوم در دولت خواهد شد.
بوریس جانسون نخست وزیر بریتانیا در روز ۲۴ ژوئیه ۲۰۱۹ عنوان ارشد صدر وزرا را به دومنیک راب در کابینه جدید خود اعطا نمود. و در واقع وی را به عنوان معاون نخست‌وزیر معرفی کرد.